# Tomiyamichthys alleni
Tomiyamichthys alleni är en fiskart som beskrevs av Iwata, Ohnishi och Masashi Hirata 2000. Tomiyamichthys alleni ingår i släktet Tomiyamichthys och familjen smörbultsfiskar. Inga underarter finns listade i Catalogue of Life.